# Sakalua
Sakalua ist eine Riffinsel im Atoll Nukufetau im Inselstaat Tuvalu.

## Geographie
Sakalua liegt zusammen mit Teafuone im Westen des Atolls und relativ weit im Inneren des Riffs. Teafuone ist mit dem Riffsaum vorgelagert. Die Insel liegt sowohl zentral im Atoll als auch zwischen dem Teafatule Narrow Deep Pass im Nordwesten des Atolls und dem Teafua Pass (Te Ava Lasi) im Westen.

## Geschichte
Im 19. Jahrhundert gründeten Walfänger ein Camp auf Sakalua, wo mit Kohlefeuern der Blubber (Walfischspeck) ausgekocht wurde. Aufgrund dessen war sie auch als Coal Island bekannt.
Auf der Insel lebt heute eine große Kolonie Seeschwalben.